# Санкхья-карика
«Санкхья-карика» (санскр. सांख्यकारिका, IAST: Sāṅkhyakārikā) — санскритский текст, считающийся самым ранним из сохранившихся текстов индуистской философской школы санкхья. Датируется периодом Гуптов. Авторство текста приписывается философу Ишваракришне, который утверждает о своей принадлежности к цепи ученической преемственности, берущей начало от ведийского риши Капилы. «Санкхья-карика» состоит из 72 шлок. Последние три шлоки считаются позднейшим добавлением. Автором самого раннего из значительных комментариев к тексту был Гаудапада. Другой важный комментарий, «Санкхьятаттвакаумуди», принадлежит перу Вачаспати Мишры (IX век). В VI веке «Санкхья-карика» была переведена на китайский язык. В 1832 году Христиан Лассен перевёл текст на латинский. Первый перевод на английский язык был сделан Генри Колбруком.